# Selo Sveti Marko
Selo Sveti Marko – wieś w Chorwacji, w żupanii licko-seńskiej, w gminie Perušić. W 2011 roku liczyła 34 mieszkańców.